# Maur Ametller Paguina
Maur Ametller i Paguina (Palafrugell, Gerona, 6 de agosto de 1749 - San Benito de Bages, 14 de febrero de 1833) fue un compositor de música religiosa, traductor, religioso y naturalista español. Traductor al catalán, entre otras, de Las glorias de María ("Les glòries de Maria").

## Biografía
De nombre real Francesc, se inició probablemente en las primeras letras con su padre que en aquel tiempo era maestro de gramática de la Bisbal. De 1758 a 1765 estudió música con Josep Anton Martí y Benet Julià, en la Escolanía de Montserrat. Acabados sus estudios, quiso quedarse en el monasterio, pero sus padres no se lo permitieron. Realizó estudios eclesiásticos, para ser ordenado de sacerdote en el seminario de Gerona; y en 1786, con 36 años, después de la muerte de sus padres, tomó el hábito benedictino.
Tenía una magnífica voz de barítono, siendo nombrado cantor mayor. Introdujo modificaciones en la técnica del canto que dieron más suntuosidad a las funciones litúrgicas. Parece que el coro no había cantado nunca como lo hizo bajo su dirección. Compuso la Salve Regina, que era cantado a diario después de las completas, y puso música al Pange lingua y al Vexilla Regis, para la adoración de la Santa Cruz del Viernes Santo y del paso del Domingo de Ramos al Viernes Santo. Como compositor tiene escritas pasiones y piezas para clavecín y motetes para coro y orquesta, entre otras composiciones.
Hombre muy ingenioso, inventó varias máquinas hidráulicas y un instrumento de teclado, parecido al estilo del clavecín, en forma de vela de barco al que dio el nombre de velacordi. Lo presentó a la Llotja de Barcelona "on fou exposat durant molts anys i que també mostrà al rei" Carlos IV durante la visita que el monarca borbón efectuara a Montserrat, en el año 1802 También ideó una máquina sembradora y un aparejo para la extracción de arena y el dragado de puertos En 1817, ingresó a la Academia de Ciencias Naturales y Artes de Barcelona, siendo miembro de honor de la Sociedad Filarmónica de Barcelona.
También fue naturalista, realizando estudios de la fauna y la flora de Montserrat. Su celda había sido convertida en una especie de museo, visitada por casi todos los que iban al monasterio. Se encontraban recogidas las bellezas más raras en plantas e insectos que, a fuerza de trabajo y de años, había buscado él mismo y disecado en la montaña. Carlos IV y la reina María Luisa también se interesaron por sus colecciones tras una visita en el año 1802.
Durante dieciséis años, el padre Ametller salía del monasterio, en los meses de verano, para hacer sus recolectas por la montaña. También fue él quien midió por primera vez la altura del macizo de Montserrat. El padre Ametller, junto a otro monje que se llamaba Grau (y que era farmacéutico). A finales del siglo XVIII, visitaron las cuevas de Montserrat, acompañando a un magistrado de la Audiencia de Cataluña, que se supone que era Francisco de Zamora, llegando hasta un lugar donde un río les impidió seguir más adelante.
Desgraciadamente, Ametller vio como todo sus materiales, libros, pinturas y papeles se perdían cuando el Monasterio de Montserrat fue incendiado dos veces por las tropas napoleónicas, entre 1811 hasta 1812.
Pasó los últimos años de su vida en el monasterio de San Benito de Bages, donde finalmente falleció a los 83 años. Tiene una calle dedicada en Llafranch.

## Honores
Miembro de
- Real Academia de Ciencias y Artes de Barcelona
- Sociedad Filarmónica de Barcelona